# Systenocentrus japonicus
Systenocentrus japonicus is een hooiwagen uit de familie Sclerosomatidae.